# شهرستان آمورسکی
شهرستان آمورسکی (به لاتین: Amursky District) یک شهرستان در روسیه است که در سرزمین خاباروفسک واقع شده‌است.